# بيونغان (مقاطعة)

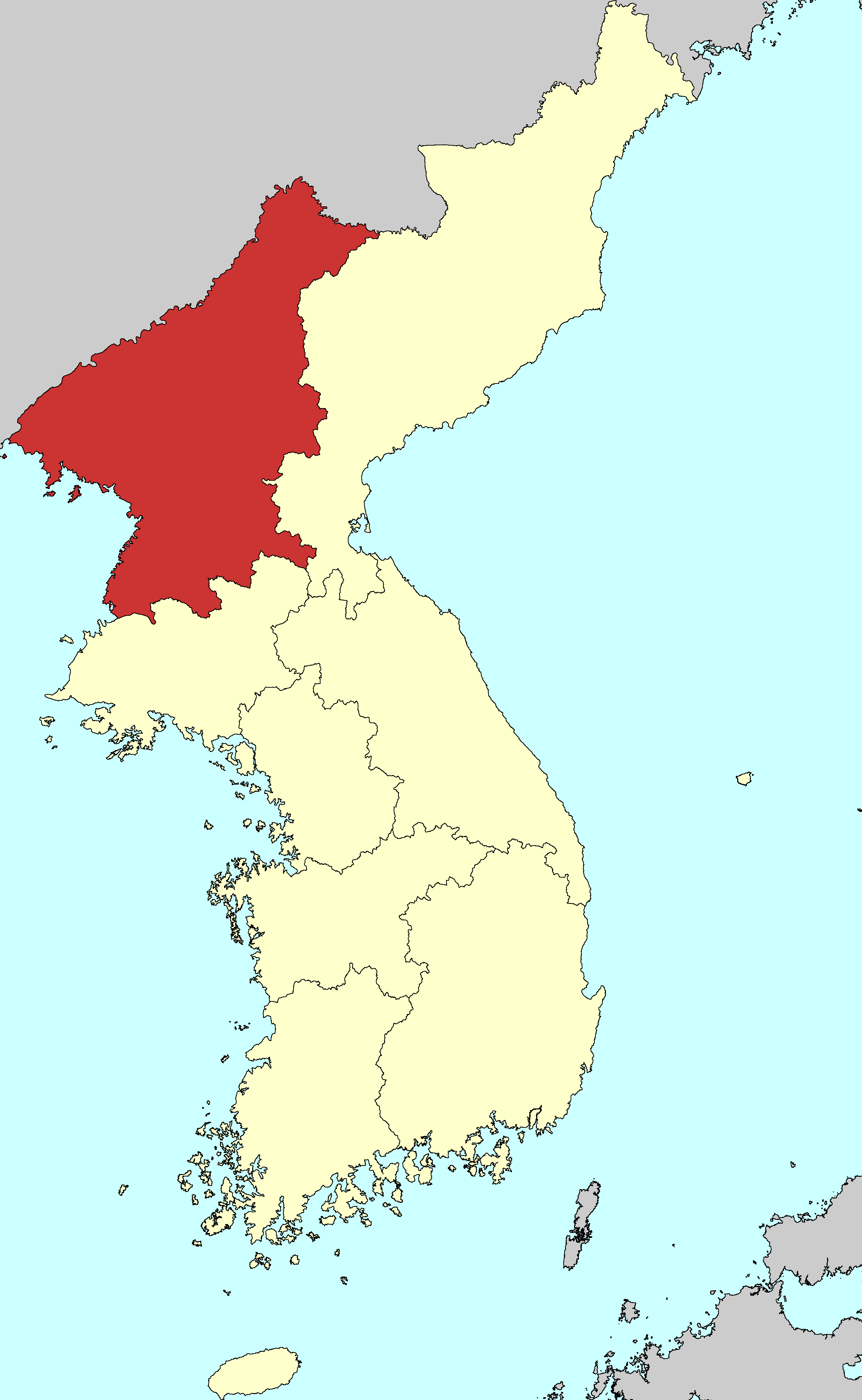
بيونغان (مقاطعة)

مقاطعة بيونغان (بالهانغل: 평안도، وبالهانجا: 平安道) هي إحدى مقاطعات جوسون الثمانية والتي شكلت التقسيم الإداري في عهد مملكة جوسون من 1413 وحتى 1895. عاصمة المقاطعة هي بيونغيانغ.